# Fædrelandssang
En fædrelandssang kan både være en betegnelse for en nations officielle nationalsang og for en bestemt lyrisk genre. 
Fædrelandssangen som lyrisk genre kom for alvor frem i perioden 1847-1870 og betegner et stykke litterær brugskunst i lighed med salmen og ofte i formen af en hymne eller en march.
Fædrelandssange var ganske vist blevet skrevet i Danmark før 1848 - specielt i årene lige efter 1818, hvor prins Frederik af Hessen-Kassel foranstaltede en dansk nationalsangskonkurrence, men i begyndelsen af 1800-tallet blev der endnu ikke sunget fællessang uden for kirken. Der kom derfor først rigtigt liv i fædrelandssangen, da der i 1840'ernes nationale bevægelse opstod folkelige forsamlinger, hvor der både blev holdt taler og sunget.
Genrens fremvækst kan også ses som et udtryk for, hvordan tidens begivenheder, f.eks. De Slesvigske Krige, prægede den danske litteratur, idet denne genre som oftest havde et retorisk formål – at bevise landets legitimitet og dets berettigelse i verden.
Således kan man også forklare, hvorfor flere danske fædrelandssange blev samlet i Kongesangbogen i 1940, da fænomenet alsang bredte sig i Danmark i de første år under besættelsen.
Kendetegnende for fædrelandssangene er det, at nationens positive værdier fremhæves. Formålet er at opbygge landets identitet. Det kan være landskabelig skønhed, dets frugtbarhed, dets konge og virksomme indbyggere. Den vigtigste dimension af fædrelandssangen er dog, at den peger ind i fremtiden, idet dens egentlige pointe er, at den besungne nationale identitet skal bevares og befæstes.